# سی‌جی اگان-رایلی
سی‌جی اگان-رایلی (انگلیسی: CJ Egan-Riley؛ زادهٔ ۲ ژانویهٔ ۲۰۰۳) بازیکن فوتبال است که در پست مدافع بازی می‌کند.
وی همچنین در تیم‌های ملی فوتبال زیر ۱۶ سال انگلستان، زیر ۱۷ سال انگلستان، زیر ۱۸ سال انگلستان، و زیر ۱۹ سال انگلستان بازی کرده‌است.